# 이와부치 이사오
이와부치 이사오(일본어: 岩淵 功, 1933년 11월 17일 ~ 2003년 4월 16일)는 일본의 전 축구 선수이다.

## 국가대표팀 경력
그는 1955년 1월5일 버마과의 경기에서 일본 국가대표팀에 데뷔했다. 1956년 하계 올림픽, 1958년 아시안 게임에 출전했다. 그는 1958년까지 국제 A매치 통산 8경기에 출전, 2득점을 넣었다.

## 통계
| 일본 | 일본 | 일본 |
| 연도 | 출전 | 득점 |
| ---- | ---- | ---- |
| 1955 | 3    | 1    |
| 1956 | 3    | 1    |
| 1957 | 0    | 0    |
| 1958 | 2    | 0    |
| 통산 | 8    | 2    |